# 松江市立宍道中学校
松江市立宍道中学校（まつえしりつ しんじちゅうがっこう）は、島根県松江市宍道町宍道にある公立中学校。通称は「宍中」（しんちゅう）。
また、島根県立わかたけ学園（児童自立支援施設）内に大野原分校がある。

## 校区
- 校区は、宍道小学校、来待小学校の通学区域となっている。

## 沿革
- 1959年（昭和34年）4月 - 宍道中学校・来待中学校を統合し、宍道中学校として名目統合。
- 1961年（昭和36年）9月 - 新校舎（旧校舎）に移転し、実質統合。
- 2005年（平成17年）3月31日 - 松江市立宍道中学校に改称。
- 2013年（平成25年）1月 - 新校舎（現校舎）に移転。
- 2014年 (平成26年）1月 - 新体育館（現体育館)に移転。

## 部活動

### 運動部
- バレーボール部（男)
- バスケットボール部（女)
- 卓球部（男・女）
- 野球部
- サッカー部

### 文化部
- 吹奏楽部
- 美術部